# Jozef Marko (fotbalový rozhodčí)
Jozef Marko (* 19. května 1946, Bzenica) je bývalý československý fotbalový rozhodčí.
V československé lize působil v letech 1977-1993. Řídil celkem 182 ligových utkání a také finále Československého poháru 1987 a 1993. Jako mezinárodní rozhodčí řídil v letech 1980-1992 deset mezistátních utkání. V evropských pohárech řídil v letech 1980-1992 celkem 12 utkání (v PMEZ 3 utkáních, v Poháru vítězů pohárů 3 utkáních a v Poháru UEFA 6 utkáních). Od roku 1993 pokračoval v rámci Slovenského futbalového zväzu. Později byl členem a místopředsedou komise rozhodčích UEFA.